# حي العزيزية (جدة)
حي العزيزية أحد أحياء مدينة جدة في السعودية، ويقع في الناحية الشمالية الشرقية. يحده من الشمال شارع التحلية، ومن الجنوب شارع غرناطة ومن الشرق شارع الأربعين ومن الغرب شارع الستين. الحي مقسم الي 11 جزء، مرقمة تسلسليا، وهي: حي العزيزية 1، حي العزيزية 2، حي العزيزية 3، حي العزيزية 4، حي العزيزية 5، حي العزيزية 6، حي العزيزية 7 حي العزيزية 8 حي العزيزية 9 حي العزيزية 10 وحي العزيزية 11 بجدة.
وفي شوارع العزيزية (9) و(10) یطلق على نحو 95 في المائة من شوارعها اسم أودية، ومن بعض الشوارع: شارع وادي أبوحنیفة، وشارع وادي رابغ، ووادي الھب ووادي الحول، ووادي غمرة، ووادي الجبل، ووادي السد، ووادي مكة، ووادي الھول، ووادي فاطمة وغیرھا من الشوارع التي یسبقھا اسم وادي.